# Municipio de Wabash (condado de Parke)
El municipio de Wabash (en inglés: Wabash Township) es un municipio ubicado en el condado de Parke en el estado estadounidense de Indiana. En el año 2010 tenía una población de 818 habitantes y una densidad poblacional de 11,36 personas por km².

## Geografía
Según la Oficina del Censo de los Estados Unidos, tiene una superficie total de 71.98 km², de la cual 71,19 km² corresponden a tierra firme y (1,09 %) 0,79 km² es agua.

## Demografía
Según el censo de 2010, había 818 personas residiendo. La densidad de población era de 11,36 hab./km². De los 818 habitantes, estaba compuesto por el 98,41 % blancos, el 0,24 % eran asiáticos, el 0,61 % eran de otras razas y el 0,73 % eran de una mezcla de razas. Del total de la población el 0,98 % eran hispanos o latinos de cualquier raza.

## Museos de Wabash[6]

### Museo de historia
Dirigido por la Sociedad Histórica de North Manchester, el museo incluye una línea de tiempo que se remonta a 1820, una exhibición de prehistoria, exhibiciones itinerantes y más artefactos interesantes de la historia de North Manchester.

### Casa histórica del Dr. James Ford
El hogar histórico del Dr. James Ford, un centro de cirugía y hogar para médicos restaurado del siglo XIX, exhibe la vida cotidiana, las personalidades y las actividades de la familia del Dr. James Ford en los años anteriores, durante y justo después de la Guerra Civil norteamericana.